# Casa Terés
Casa Terés és un habitatge de la Fuliola (l'Urgell) catalogat a l'Inventari del Patrimoni Arquitectònic de Catalunya.
Rep el nom de Casa Terés perquè el seu primer propietari fou Josep Oriol Terés, magistrat de Tàrrega. Aquest la va deixar en herència al seu nebot Manuel Rius i Reus, marquès d'Olèrdola. Des de finals del segle xix s'anomena aquesta casa amb els dos noms: Cal Terés o Cal Marquès.
Edifici de planta rectangular dividit en quatre plantes: planta baixa, dos pisos i golfes. A les quatre s'hi obrien portes i finestres, emmarcades amb pedres regulars perfectament tallades. Tota la façana està pintada i arrebossada de color blanc encara que actualment està en unes condicions regulars a causa de la humitat.
La planta baixa es caracteritza per una porta allindada i una finestra reixada; a la primera planta hi ha dues balconades i una petita finestra; a la segona hi ha tres finestres de similars dimensions, i finalment les golfes, amb dues petites obertures quadrangulars. A la part dreta de l'habitatge s'uneix una estructura de característiques similars. L'únic element diferenciador és la balustrada de la part superior que deu comunicar amb el pati interior.